# 索內明 (伊利諾伊州)
索內明（英語：Saunemin）是位於美國伊利諾伊州利文斯頓縣的一個村落。

## 地理
索內明的座標為40°53′34″N 88°24′24″W / 40.89278°N 88.40667°W，而該地最高點為海拔高度210米（即689英尺）。

## 人口
根據2010年美國人口普查的數據，索內明的面積為0.63平方千米，當中陸地面積為0.63平方千米，而水域面積為0.00平方千米。當地共有人口420人，而人口密度為每平方千米666人。